# Alexander von der Osten
Alexander von der Osten (* 27. Januar 1839 in Blumberg, Kreis Randow; † 8. Oktober 1898 ebenda) war Rittergutsbesitzer und Mitglied des Deutschen Reichstags.

## Leben

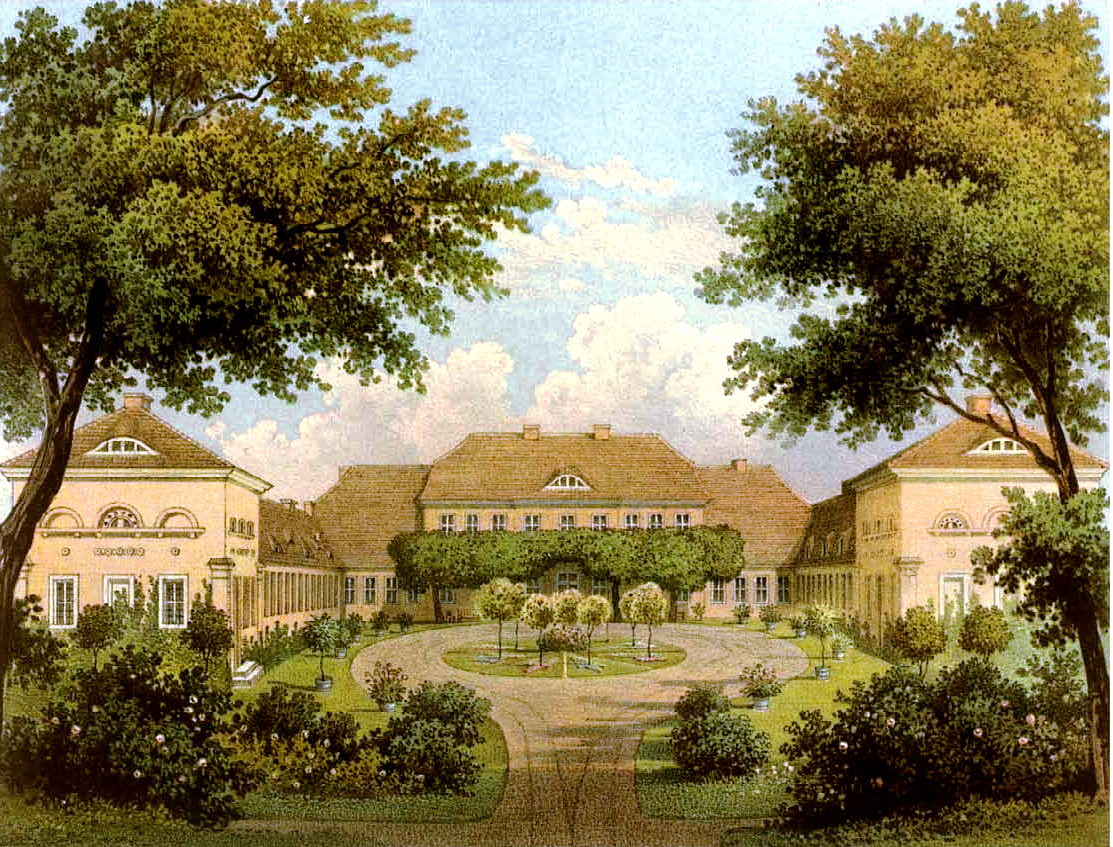
Gutshaus Blumberg um 1865/66, Sammlung Duncker

Alexander von der Osten stammte aus der uradligen Familie von der Osten. Er besuchte das Marienstiftsgymnasium in Stettin und studierte bis 1860 an der Universität Heidelberg Rechtswissenschaften. Hier wurde er 1859 Mitglied des Corps Saxo-Borussia. Er trat dann als Auskultator in den Staatsdienst beim Kreisgericht in Frankfurt an der Oder und arbeitete 1865 als Referendar bei den Regierungen in Frankfurt a. O. und Liegnitz. 1867 nahm er seinen Abschied und kaufte 1868 von seinem Vater das Gut Blumberg im Kreis Randow. Von der Osten war Kreisdeputierter und  Mitglied des Kreistages. 
Von 1873 bis 1887 gehörte er dem Provinziallandtag der Provinz Pommern an. Er wurde 1873 als Vertreter der Ritterschaft des Kreises Randow in den 20. Provinziallandtag gewählt, den letzten nach Ständen zusammengesetzten. Anschließend wurde er von 1875 bis 1887 im Wahlkreis Randow in den 1. bis 13. neuen Provinziallandtag gewählt. 1878 wurde er auf Präsentation des Verbandes des Pommerschen Schlossgesessenen Geschlechts von der Osten zum Mitglied des Preußischen Herrenhauses auf Lebenszeit berufen.
Von 1878 bis 1898 war er Mitglied des Deutschen Reichstags für den Wahlkreis Regierungsbezirk Stettin 3 (Randow, Greifenhagen) und die Deutschkonservative Partei. Er wurde Generallandschaftsdirektor von Pommern, wohl als Nachfolger des 1897 verstorbenen Albrecht von Kameke.
Sein jüngerer Bruder war der Grundherr der meisten Familiengüter der Hauslinie Penkun-Blumberg, der Politiker Friedrich Wilhelm von der Osten.